# Alexander von Krobatin
Alexander Freiherr von Krobatin (Olomouc, 12 de septiembre de 1849-Viena, 28 de septiembre de 1933) fue una mariscal de campo austríaco y ministro de Guerra Imperial entre 1912 y 1917.

## Primeros años y educación
Nacido en Olmütz (Olomouc), Moravia, Krobatin entró en el Ejército austrohúngaro como cadete en 1861 y se trasladó para asistir a la Academia de Artillería en 1865, de la que se graduó en 1869 como Teniente. Asumió el curso superior de artillería de 1871 a 1873, al final del cual ingresó en el servicio del Comité Militar con el rango de Oberleutnant. Entre 1874 y 1876 estudió y asistió a conferencias sobre química e ingeniería química en la Universidad Técnica de Viena, convirtiéndose en jefe del laboratorio químico en el Comité Técnico Militar en 1877. Sirvió como químico e instructor de ingeniería química en la Academia Técnica Militar Imperial y Real entre 1877 y 1882 y reconocido como un experto en municiones, fue elegido para el Ministerio de Guerra en 1896 donde trabajó con éxito como jefe de departamento y como jefe de sección, mientras que también fue promovido al rango de Mayor General en 1900.

## Ministro de Guerra Imperial

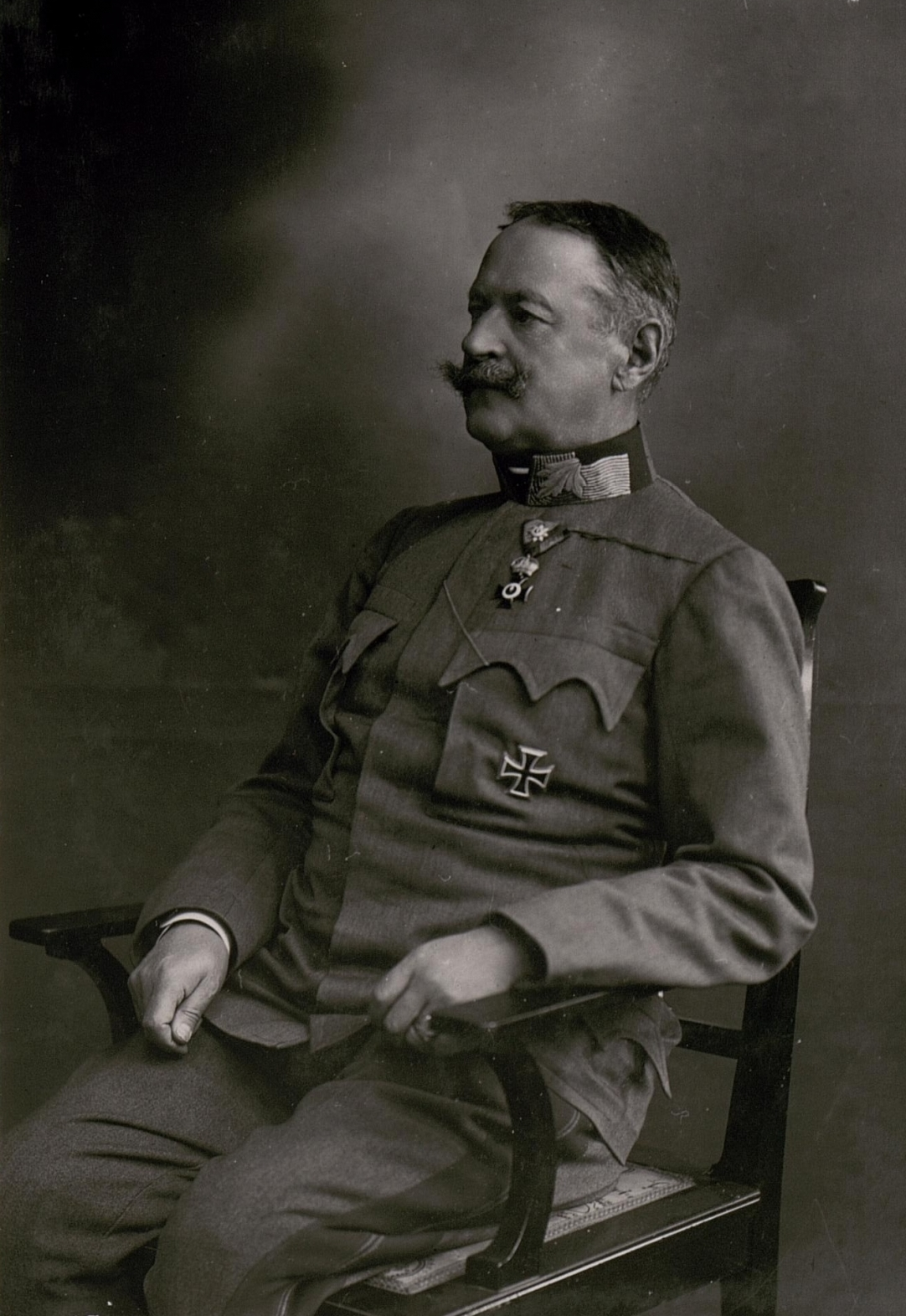
Krobatin durante la Primera Guerra Mundial.

Estrechamente asociado al jefe de Estado Mayor del ejército Conrad von Hötzendorf, Krobatin fue seleccionado como Ministro de Guerra Imperial el 12 de diciembre de 1912 y como miembro integral del "partido de guerra" dio su entero apoyo a los halcones del ejército en su llamada para un ataque inmediato a Serbia tras el asesinato del Archiduque Francisco Fernando de Austria y el Ultimátum de Julio. Con el estallido de la guerra, Krobatin fue responsable de la tarea de aprovechar las economías industrial austriaca y agraria húngara para asegurar que el ahora movilizado ejército era surtido con las armas y municiones vitales así como de aumentar la eficiencia industrial para satisfacer las necesidades de un estado con gran parte de su población industrial no disponible para la producción industrial ni alimentaria dado su alistamiento para la guerra. Según varias fuentes, Krobatin luchó en su tarea durante los dos primeros años de la guerra, y aunque nunca amenazó realmente en aprovechar la economía eficientemente, tuvo éxito en triplicar el nivel de artillería disponible a nivel divisional.
Uno de los primeros comandante en alzarse con el recién creado rango de Generaloberst en febrero de 1916, Krobatin fue responsable de tratar con la crisis causada por la entrada de Rumania en la guerra en el lado del Entente y el corte repentino de recursos (particularmente cereales y petróleo) que trajo la declaración de guerra. En el consejo de la Corona el 9 de septiembre de 1916, Krobatin buscó apoyo para una propuesta que habría permitido al ejército poderes ilimitados para confiscar alimentos y castigar a los acaparadores, pero esta fue vetada por el Canciller Karl Stürgkh y el Primer Ministro Istvan Tisza. Aunque ocupar Serbia eventualmente produciría más cereales que Rumania, el suministro de alimentos a los soldados del frente fue una preocupación persistente y crucial para aquellos en los escalones más altos del Ministerio de Guerra.

## Comandante de campo
Con la dimisión de Conrad en marzo de 1917, Krobatin quedó aislado en el Consjo de la Corona y fue relevado como ministro de guerra en abril y le fue dado el mando del 10.º Ejército. Fue como comandante de campo que Krobatin tuvo más éxito. Tras su papel en la Batalla de Caporetto en octubre de 1917, durante la cual sus fuerzas capturaron dos divisiones italianas, fue promovido a Mariscal de Campo el 5 de noviembre de 1917. Redesplegado para formar parte de la fuerza de ataque del Archiduque José en el Tirol, Krobatin recibió el mando de todo el sector del Tirol tras el fracaso de la Ofensiva del Piave y la huida del Archiduque del frente ante los motines el 26 de octubre de 1918.

## Retiro
Tras el rechazo a su oferta de un armisticio a los italianos el 31 de octubre, los maltrechos restos de su ejército fueron superados en Vittorio Veneto unos pocos días más tarde.
Krobatin se retiró inmediatamente después del fin de la guerra y nunca más volvió a asumir un cargo. Fue Doctor Honorario de Ciencia Técnica en el Instituto Técnico de Viena, Presidente Honorario del Fondo de Guerra Kaiser Carlos, y miembro honorario de la Asociación de Equitación de Viena "Viribus Unitis". Krobatin murió en Viena en 1933.

## Hoja de servicios

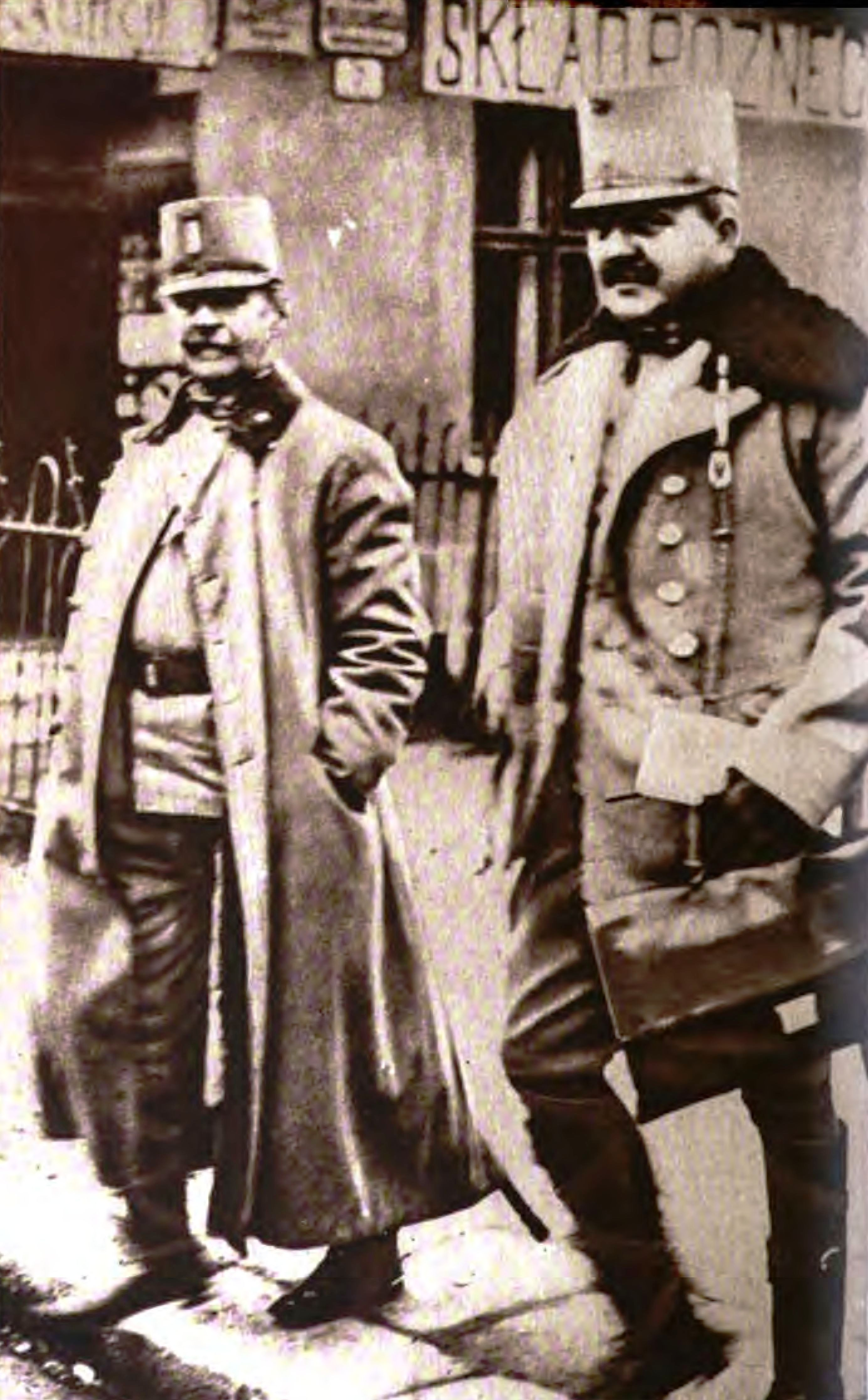
von Krobatin (izquierda) en 1915.

- 1865 - Asistió a la Artillerieakademie hasta 1869
- 1869 - Promovido a Leutnant
- 1873 - Promovido a Oberleutnant
- 1879 - Promovido a Hauptmann 2. Kl.
- 1882 - Promovido a Hauptmann 1. Kl.
- 1877 - Asistió a la Technisch Militarisch Akademie hasta 1885
- 1885 - Truppendienst hasta 1890
- 1889 - Promovido a Major
- 1890 - Jefe de la Escuela Cadete de Artillería hasta 1895
- 1892 - Promovido a Oberstleutnant
- 1895 - Promovido a Oberst
- 1895 - Comandante del Cuerpo de Artillería Regimiento 1
- 1896 - Jefe de la 7.º Sección del RKM hasta 1904
- 1900 - Promovido a Generalmajor
- 1904 - Jefe de Sección en el RKM hasta 1912
- 1905 - Promovido a Feldmarschalleutnant
- 1910 - Promovido a Feldzeugmeister
- 1912 - k.u.k Ministro de guerra hasta abril de 1917
- 1916 - Promovido a Generaloberst
- 1917 - Comandante del X. Ejército hasta octubre de 1918
- 1917 - Promovido a Feldmarschall
- 1918 - Comandante del Heeresgruppe Tirol hasta noviembre de 1918[5]